# Campeonato Mundial de Patinaje de Velocidad sobre Hielo de 1992
El LXXXVI Campeonato Mundial de Patinaje de Velocidad sobre Hielo se celebró en dos sedes: las competiciones masculinas en Calgary (Canadá) del 21 al 22 de marzo y las femeninas en Heerenveen (Países Bajos) del 7 al 8 de marzo de 1992 bajo la organización de la Unión Internacional de Patinaje sobre Hielo (ISU), la Federación Canadiense de Patinaje sobre Hielo y la Federación Neerlandesa de Patinaje sobre Hielo.

## Resultados

### Masculino
| Evento                | Oro                                      | Plata                                        | Bronce                                    |
| --------------------- | ---------------------------------------- | -------------------------------------------- | ----------------------------------------- |
| 500 m                 | Peter Adeberg · Alemania · 37,07 s       | Eric Flaim Estados Unidos 37,26 s            | Roberto Sighel · Italia · 37,38 s         |
| 1500 m                | Falko Zandstra · Países Bajos · 1:52,17  | Roberto Sighel · Italia · 1:52,38            | Johann Olav Koss · Noruega · 1:52,62      |
| 5000 m                | Johann Olav Koss · Noruega · 6:42,15     | Roberto Sighel · Italia · 6:43,91            | Falko Zandstra · Países Bajos · 6:44,14   |
| 10000 m               | Falko Zandstra · Países Bajos · 13:55,63 | Geir Karlstad · Noruega · 13:58,03           | Johann Olav Koss · Noruega · 13:58,05     |
| Clasificación general | Roberto Sighel · Italia · 157,150 pts.   | Falko Zandstra · Países Bajos · 157,565 pts. | Johann Olav Koss · Noruega · 157,827 pts. |

### Femenino
| Evento                | Oro                                     | Plata                                  | Bronce                                    |
| --------------------- | --------------------------------------- | -------------------------------------- | ----------------------------------------- |
| 500 m                 | Ye Qiaobo China 40,09 s                 | Seiko Hashimoto Japón 40,90 s          | Sandra Voetelink · Países Bajos · 41,48 s |
| 1500 m                | Emese Hunyady · Austria · 2:04,48       | Gunda Niemann · Alemania · 2:05,02     | Seiko Hashimoto Japón 2:06,34             |
| 3000 m                | Gunda Niemann · Alemania · 4:22,30      | Emese Hunyady · Austria · 4:22,64      | Svetlana Boiko CEI 4:23,59                |
| 5000 m                | Gunda Niemann · Alemania · 7:23,62      | Svetlana Boiko CEI 7:28,03             | Carla Zijlstra · Países Bajos · 7:30,36   |
| Clasificación general | Gunda Niemann · Alemania · 171,651 pts. | Emese Hunyady · Austria · 172,621 pts. | Seiko Hashimoto Japón 174,489 pts.        |

## Medallero
- Solo se otorgan medallas en la clasificación general.

| Núm. | País         | Oro | Plata | Bronce | Total |
| ---- | ------------ | --- | ----- | ------ | ----- |
| 1    | Alemania     | 1   | 0     | 0      | 1     |
| 1    | Italia       | 1   | 0     | 0      | 1     |
| 3    | Austria      | 0   | 1     | 0      | 1     |
| 3    | Países Bajos | 0   | 1     | 0      | 1     |
| 5    | Japón        | 0   | 0     | 1      | 1     |
| 5    | Noruega      | 0   | 0     | 1      | 1     |
|      | TOTAL        | 2   | 2     | 2      | 6     |